# Anne-Marie McDermott
Anne-Marie McDermott (Queens, 1963) è una pianista statunitense e membro della Chamber Music Society del Lincoln Center. È anche la direttrice artistica del Bravo! Vail Valley Music Festival, dell'Ocean Reef Chamber Music Festival a Key Largo e del Avila Chamber Music Celebration a Curaçao.

## Biografia
Anne-Marie, pianista di musica classica, ha ricevuto il premio Avery Fisher Career Development, l'Andrew Wolf Memorial Chamber Music Award, il Joseph Kalichstein Piano Prize, il Paul A. Fish Memorial Prize, il Bruce Hungerford Memorial Prize e il Mortimer Levitt Career Development Award per artisti femminili.
Le registrazioni della McDermott comprendono le Sonate per pianoforte complete di Prokof'ev (Bridge Records) e le opere complete per pianoforte e orchestra di George Gershwin. La sua registrazione delle Suite inglesi e Partite di Bach è stata nominata Editor's Choice di Gramophone Magazine. Ha commissionato opere di Charles Wuorinen (Fourth Piano Sonata) e Clarice Assad, che sono state suonate in anteprima maggio 2009 alla Town Hall di New York.
La signora McDermott ha studiato alla Manhattan School of Music.